# Das Vogelschießen der Düsseldorfer Künstler im Grafenberger Wald
Das Vogelschießen der Düsseldorfer Künstler im Grafenberger Wald, englisch Bird shoot of the Düsseldorf artists at the Grafenberg, ist der Titel eines Gruppenbildes der Maler Friedrich Boser und Carl Friedrich Lessing. Es entstand 1842 bis 1844 in Düsseldorf und zeigt Maler der Düsseldorfer Schule beim Vogelschießen im Grafenberger Wald.

## Beschreibung und Bedeutung
In dem Gruppenbildnis, das Boser 1842 durch eine Ölskizze vorbereitet hatte, porträtierte er 28 Persönlichkeiten der Düsseldorfer Malerschule beim Vogelschießen. Der Ort des dargestellten Geschehens dürfte in der „Wolfsschlucht“ und somit in der Nähe der späteren Fahnenburg gelegen haben, des Forsthauses von Haus Roland, das sich damals im Besitz des Schriftstellers und Kunstsammlers Anton Fahne befand. Durch eine Federzeichnung, ebenfalls aus dem Jahr 1842, ist ein Personenschema überliefert, nach dem Boser das Gruppenbild komponiert hatte:

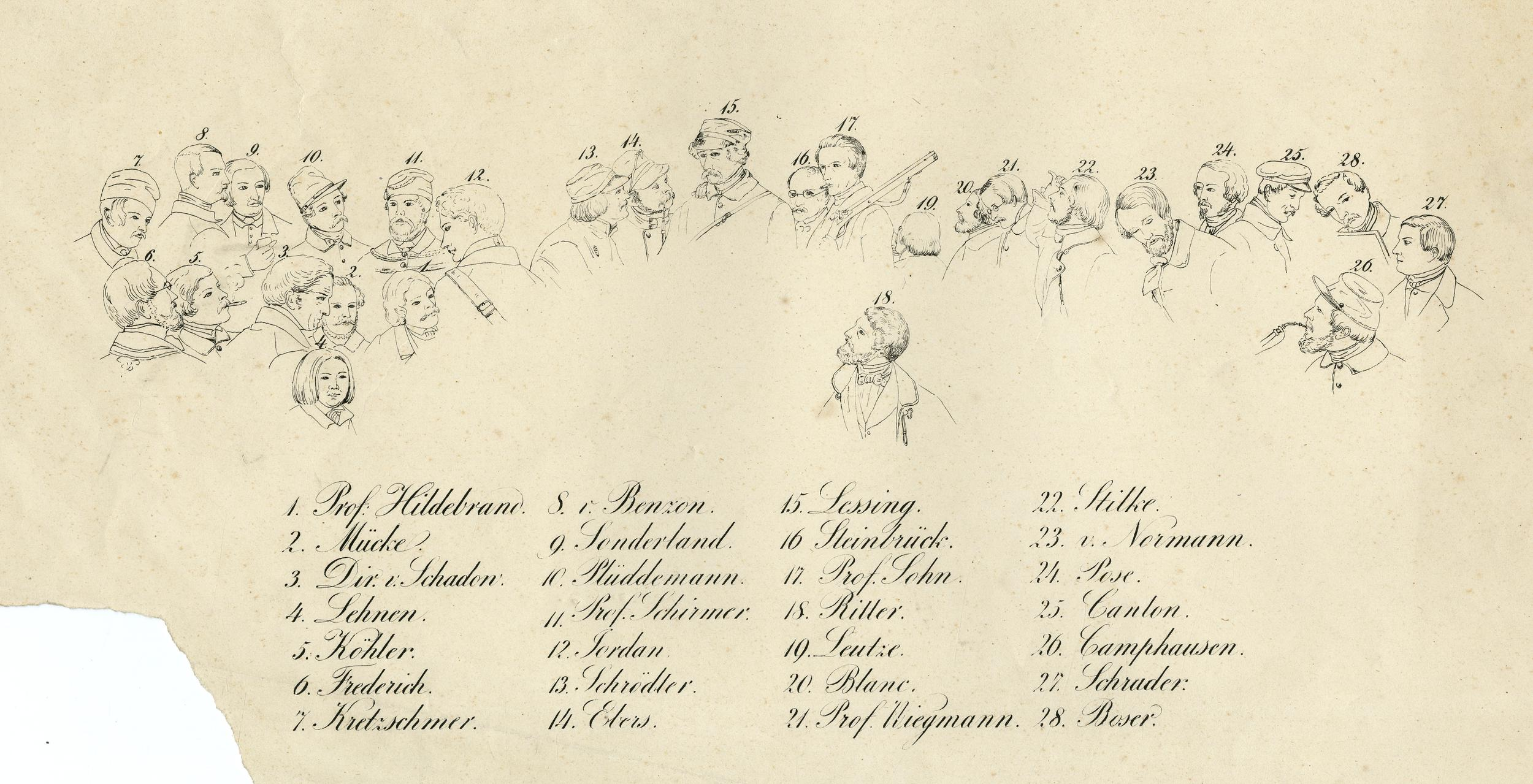
Lithografie zur Identifizierung der porträtierten Maler

Die auf der linken Seite um einen Holztisch gruppierten Personen sind (jeweils von links nach rechts) in der oberen Reihe Hermann Kretzschmer, Christian Albrecht von Benzon, Johann Baptist Sonderland, Hermann Plüddemann, Johann Wilhelm Schirmer und Rudolf Jordan (Letzterer in Rückenansicht mit auf dem Boden abgestellter Flinte), in der mittleren Reihe Eduard Frederich, Christian Köhler, Wilhelm von Schadow, Heinrich Mücke und Theodor Hildebrandt sowie unten der „Malerzwerg“ Jakob Lehnen, als Einziger der Porträtierten den Bildbetrachter fixierend.
Die Bildmitte zeigt, wie Adolph Schroedter dem Gewinner des Vogelschießens, Carl Friedrich Lessing, einen Römer als Siegerpokal überreicht. Der zwischen beiden stehende Emil Ebers legt freundschaftlich seine Hand auf Lessings Schulter. Rechts von Lessing beobachten Eduard Steinbrück und Karl Ferdinand Sohn die Ehrung aus nächster Nähe, Letzterer seine Flinte lässig schulternd. Unten, gestützt auf einen Picknickkorb, flankiert Henry Ritter die Personengruppe der Bildmitte.
Auf der rechten Bildseite sind weitere Maler gruppiert. Im Hintergrund platzierte Boser dort – dargestellt unter gekreuzten Gewehrläufen – eine Rückenansicht des Deutschamerikaners Emanuel Leutze. Aus der Überlieferung ist bekannt, dass Leutze mit der bemerkenswerten Begründung, er sei US-amerikanischer Staatsbürger, sich geweigert hatte, in dem Gruppenbild porträtiert zu werden. Rechts von ihm schließen sich folgende Malerbildnisse an: Louis Ammy Blanc, Rudolf Wiegmann, Hermann Stilke, Rudolf von Normann (auf einem Tisch sitzend), Eduard Wilhelm Pose, Gustav Jacob Canton, Friedrich Boser und Julius Schrader. Den rechten Bildrand rahmt als sitzender Pfeifenraucher Wilhelm Camphausen, Besitzer des vor ihm auf dem Boden ruhenden Windhundes.

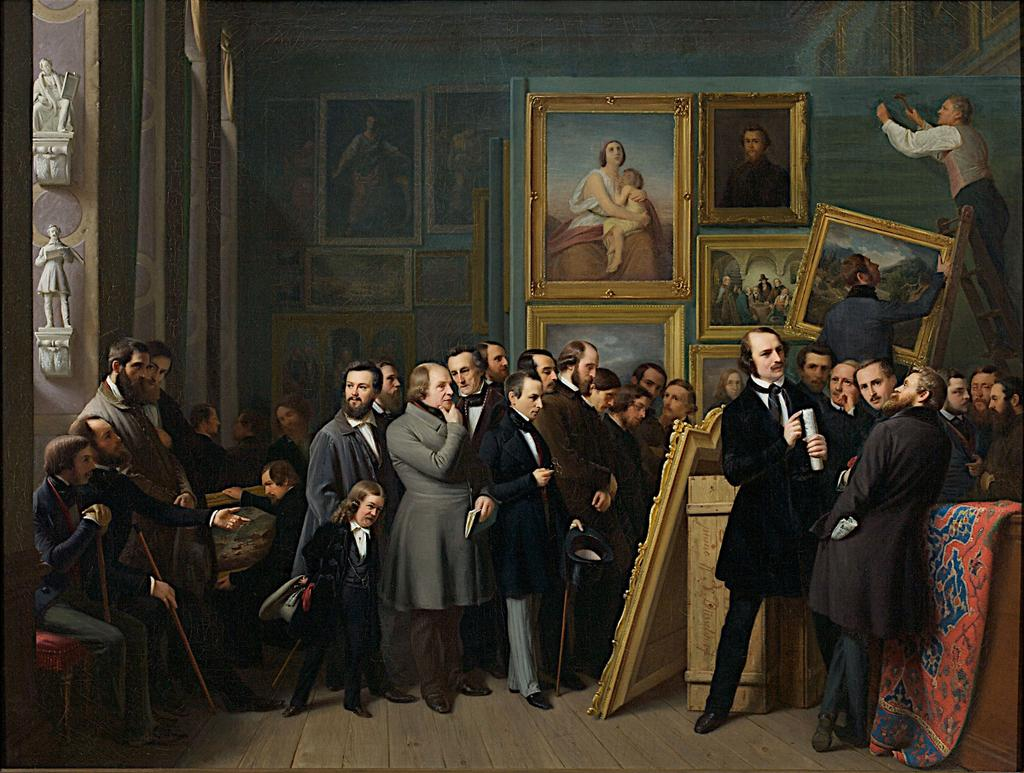
Die Bilderschau der Düsseldorfer Künstler im Galeriesaal, 1844

Die Darstellung der Landschaft – ein mit Laubbäumen bewaldeter Hang des Grafenberger Waldes, eine Vogelstange sowie einen ziegelgedeckten Unterstand – überließ Boser seinem Freund, dem Landschaftsmaler Lessing. Dieser wurde von Boser als zentrale Figur der Bildmitte nicht nur durch die Darstellung der Pokalüberreichung hervorgehoben, sondern auch durch die Lichtführung, welche dessen hellgrauen Gehrock besonders erstrahlen lässt. Die Hervorhebung Lessings als zentrale Figur der Düsseldorfer Künstlerszene findet eine Parallele in Bosers ebenfalls 1844 vollendetem Gruppenbild Die Bilderschau der Düsseldorfer Künstler im Galeriesaal. Malerisch reproduzierte Boser damit eine zeitgenössische Eloge des Schweizer Kunstschriftstellers Wilhelm Füssli auf Lessing. Jener hatte 1843 in seiner Beschreibung der Düsseldorfer Malerschule Lessing besonders lobend charakterisiert, als „einen Mann, den die öffentliche Meinung seit Jahren an die Spitze der Düsseldorfer Künstler stellt. (…) Jetzt gehört er zu den angesehensten deutschen Malern, ja er hat vielleicht ein größeres Publikum als Cornelius. Zwar ist er mit letzterem nicht vergleichbar, aber doch halten wir ihn in gewisser Beziehung ebenfalls für einen Reformator der deutschen Kunst.“

## Provenienz

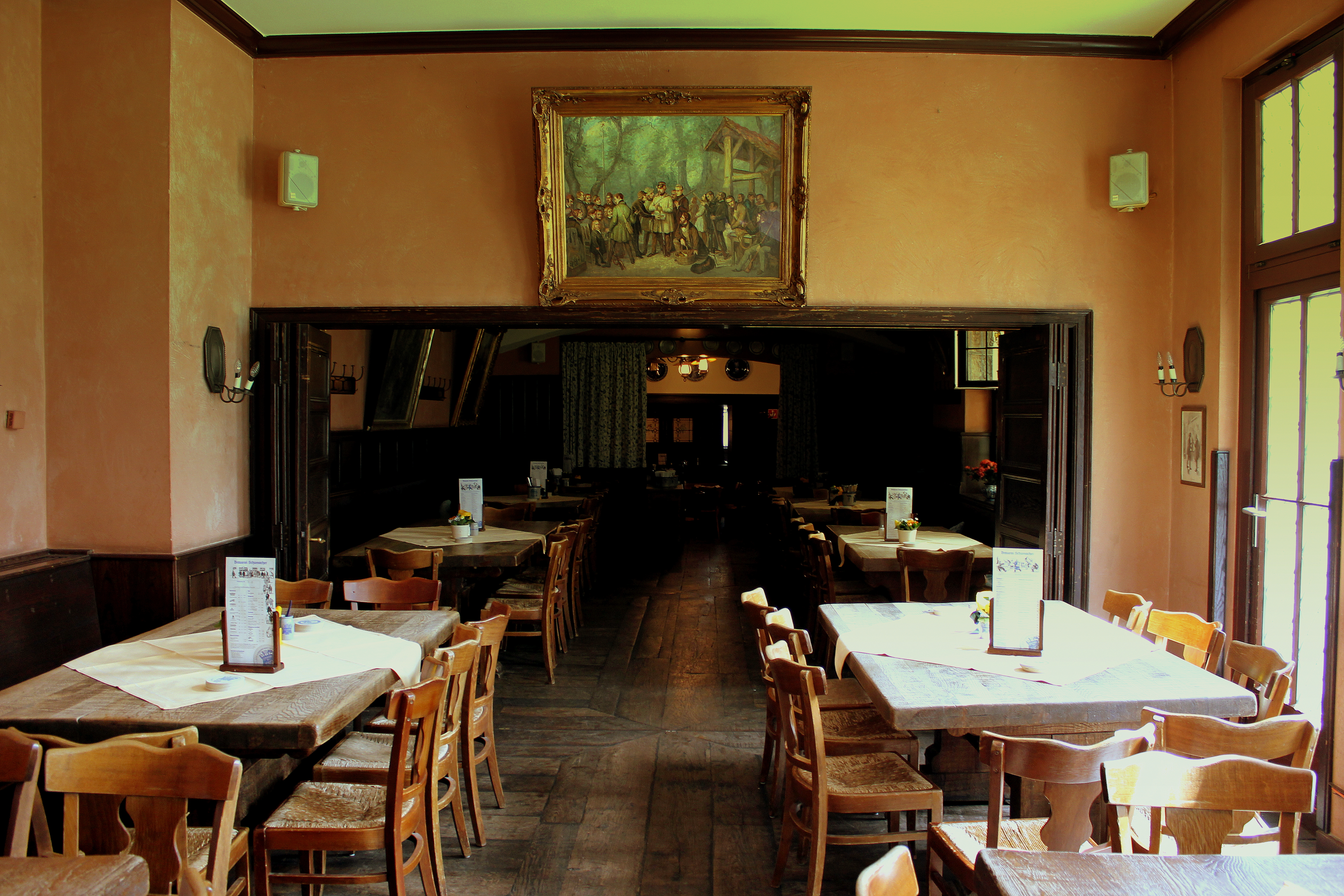
Kopie im Stammhaus der Brauerei Schumacher in Düsseldorf, 2013

Das Bild wurde 1844 von Boser signiert. Der deutschamerikanische Kunst-, Wein- und Spirituosenhändler Johann Gottfried Böker, ehemaliger Konsul der Vereinigten Staaten für die Rheinprovinz und Westfalen, erwarb es kurz nach Fertigstellung. Bei Franz Hanfstaengl in München ließ Böker als Herausgeber bis Anfang 1846 eine Lithografie davon herstellen. Das Original stellte er als eines der Hauptwerke seiner Sammlung ab 1849 in der Düsseldorf Gallery aus, einer Kunstausstellung der zeitgenössischen Düsseldorfer Malerei in New York City und Boston. 1862 wurde Bökers Sammlung versteigert. Das Bild ersteigerte John Wolfe, New York. Auf einer weiteren Auktion erwarb es 1863 der Kunstsammler Robert L. Stuart, der es bis zu seinem Tod behielt. Anschließend schenkte dessen Witwe das Bild der Lenox Library, später New York Public Library. Heute gehört das Bild zur Sammlung der The New York Historical.
Eine Kopie des Gemäldes hängt in einem Gastraum der Brauerei Schumacher in der Düsseldorfer Oststraße.